# Valens
För andra betydelser, se Valens (olika betydelser).

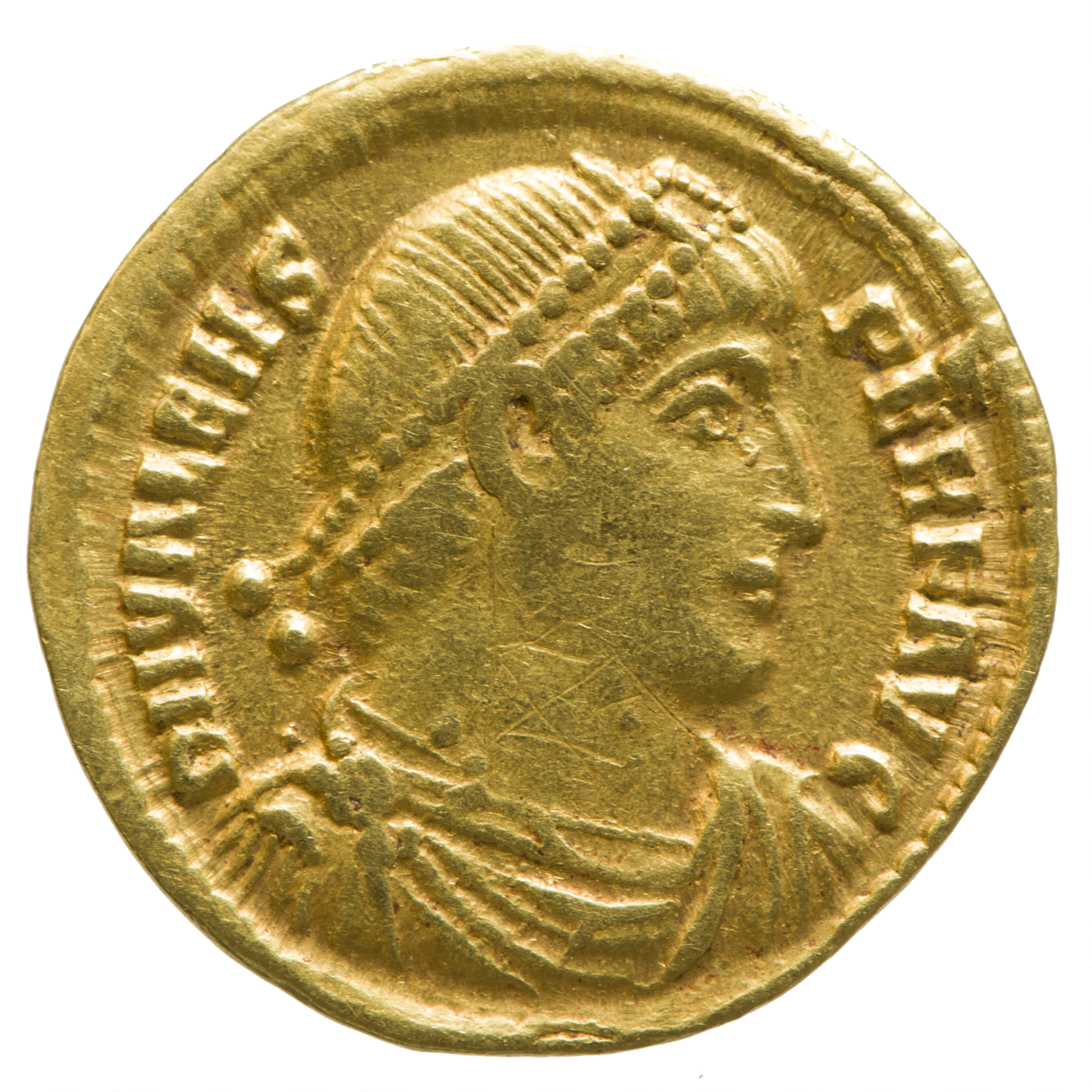
Mynt med bild av Valens.

Valens (Flavius Julius Valens), född cirka år 328, död 9 augusti 378, var romersk kejsare från den 28 mars 364 fram till sin död i slaget vid Adrianopel mot visigoterna.

## Tiden fram till makten
Valens föddes omkring 328 i Cibalae och var son till Gratianus den äldre, en general från Pannonien.

## Tiden som kejsare
Valens utsågs 364 till medkejsare av brodern, kejsar Valentinianus I, som ett resultat av krav från de generaler som valt Valentinianus. Valens övertog ansvaret för den östra halvan av romarriket.
365 utropade sig troninkräktaren Prokopius, en avlägsen släkting till Julianus, till kejsare i Konstantinopel, och vann popularitet. Våren 366 segrade Valens styrkor över Prokopius styrkor. När de senare möttes personligen, deserterade Prokopius styrkor och Prokopius halshöggs. Efter Prokopius död bestämde sig Valens för att bestraffa dem som hade stött Prokopius under konflikten. När Valens 367 gick över Donau flydde, visigoterna utan strid. Vid ett nytt anfall 369 besegrade Valens Atanarik, en visigotisk hövding. Året därpå slöt Valens och Atanarik fred.

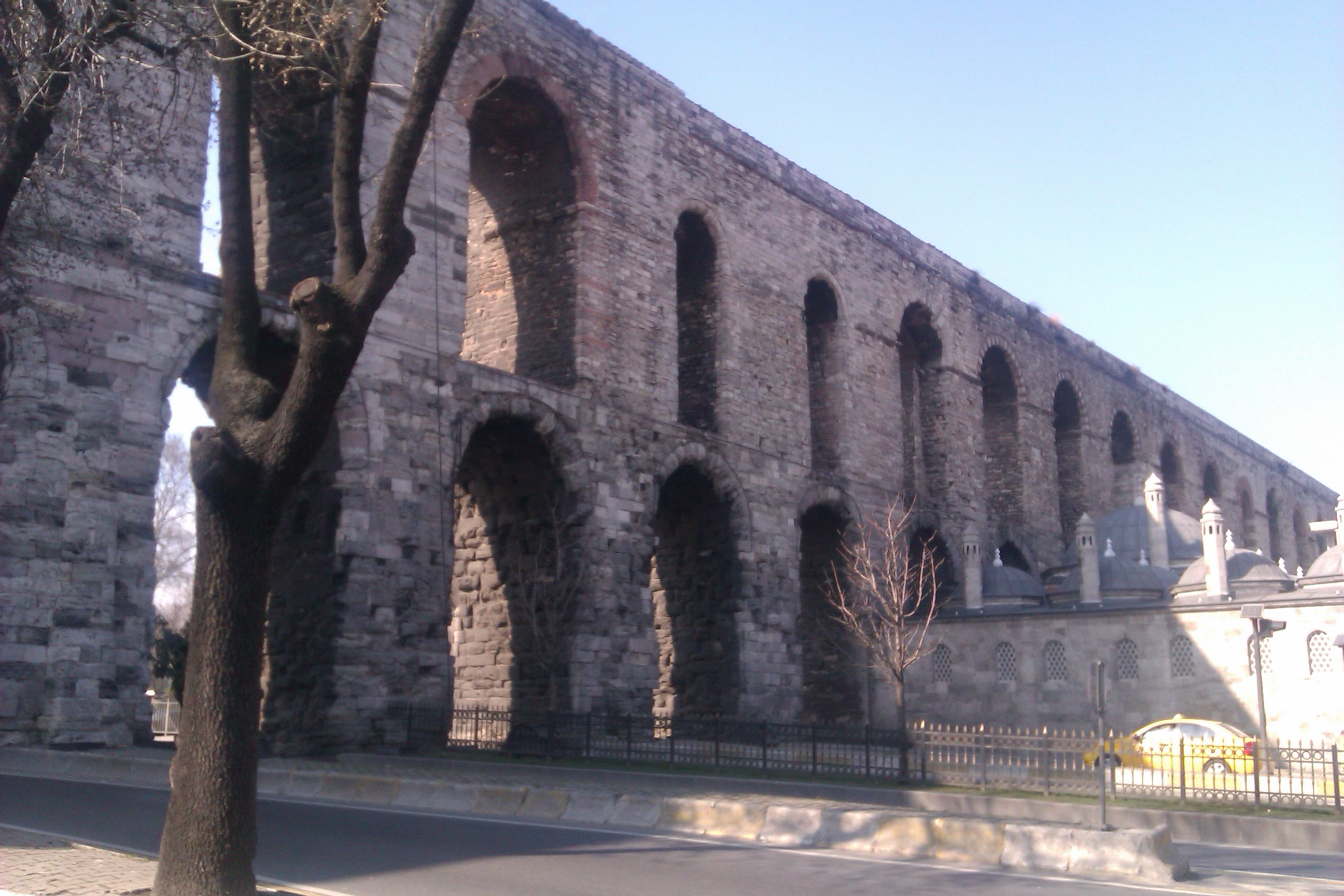
Valensakvedukten i dagens Istanbul

368 lät kejsar Valens uppföra en akvedukt till Konstantinopel, Valensakvedukten.
Valens stred under följande år mot sasaniderna om kontrollen av Armenien. 375 avled brodern och medregenten Valentinianus I och hans söner Gratianus och Valentinianus II (fyra år gammal) efterträdde honom som kejsare över den västra delen av romarriket.
År 376 bad den visigotiske hövdingen Fritigern om att få bosätta sig söder om nedre Donau på grund av hunnernas expansion. Fritigern och hans män fick mark och statligt stöd mot att de gjorde krigstjänst. Det hela urartade till en massflykt över Donau och de romerska ämbetsmännen förlorade kontrollen över situationen bland annat på grund av korruption och vilja att utnyttja goternas svåra situation. Valens gick i fält mot visigoterna ledda av Fritigern och 9 augusti 378 ägde slaget vid Adrianopel rum där Valens inte väntade in brorsonen Gratianus som var på väg till undsättning. Romarriket led en förkrossande förlust och Valens stupade.